# Färgelanda-Högsäters församling
Färgelanda-Högsäters församling är en församling i Dalslands kontrakt i Karlstads stift. Församlingen omfattar hela Färgelanda kommun i Västra Götalands län och utgör ett eget pastorat.

## Administrativ historik
Församlingen bildades den1 januari 2022 av Färgelanda och Högsäters församlingar och bildar ett eget pastorat.

## Kyrkor

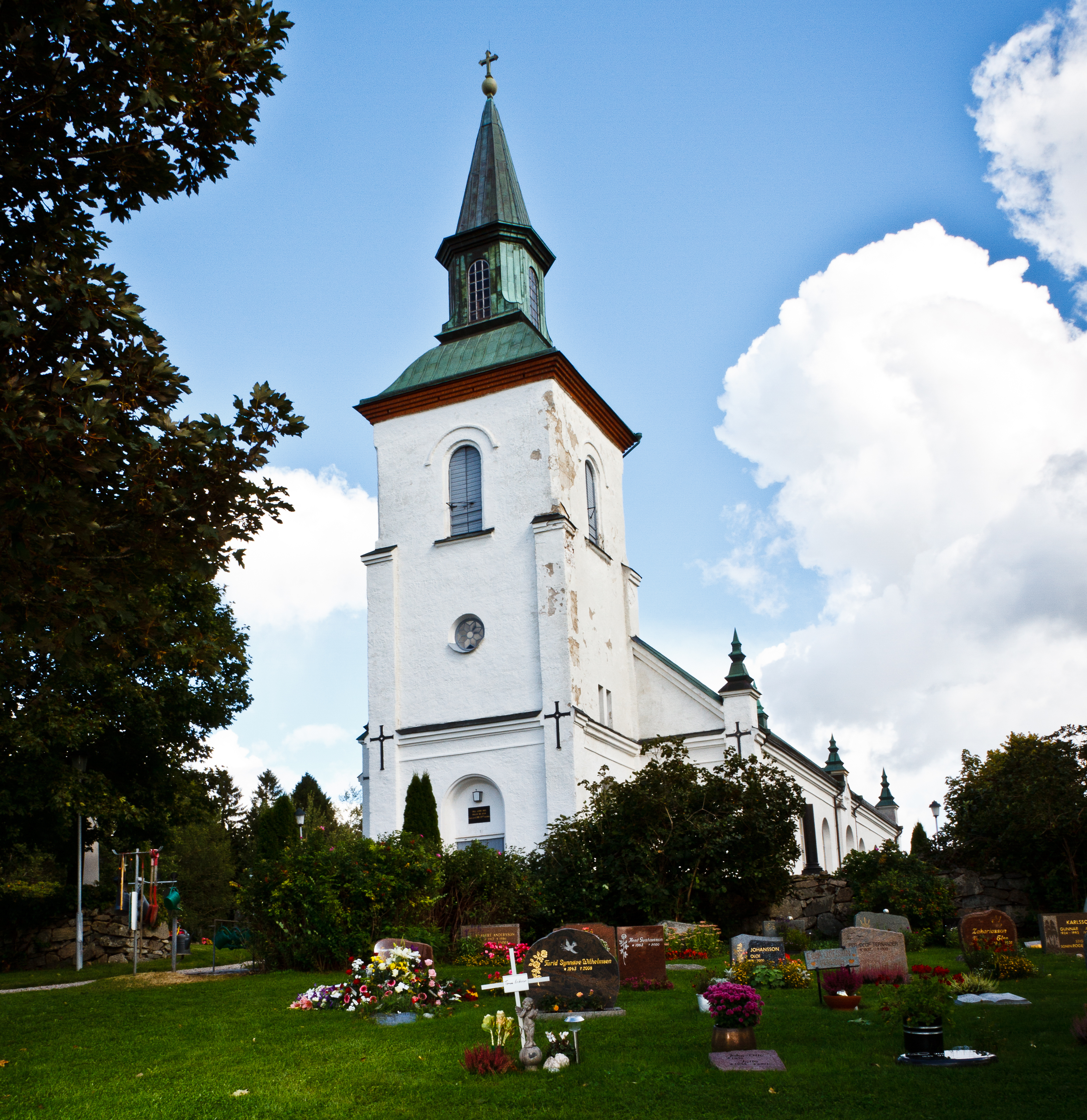
Färgelanda kyrka
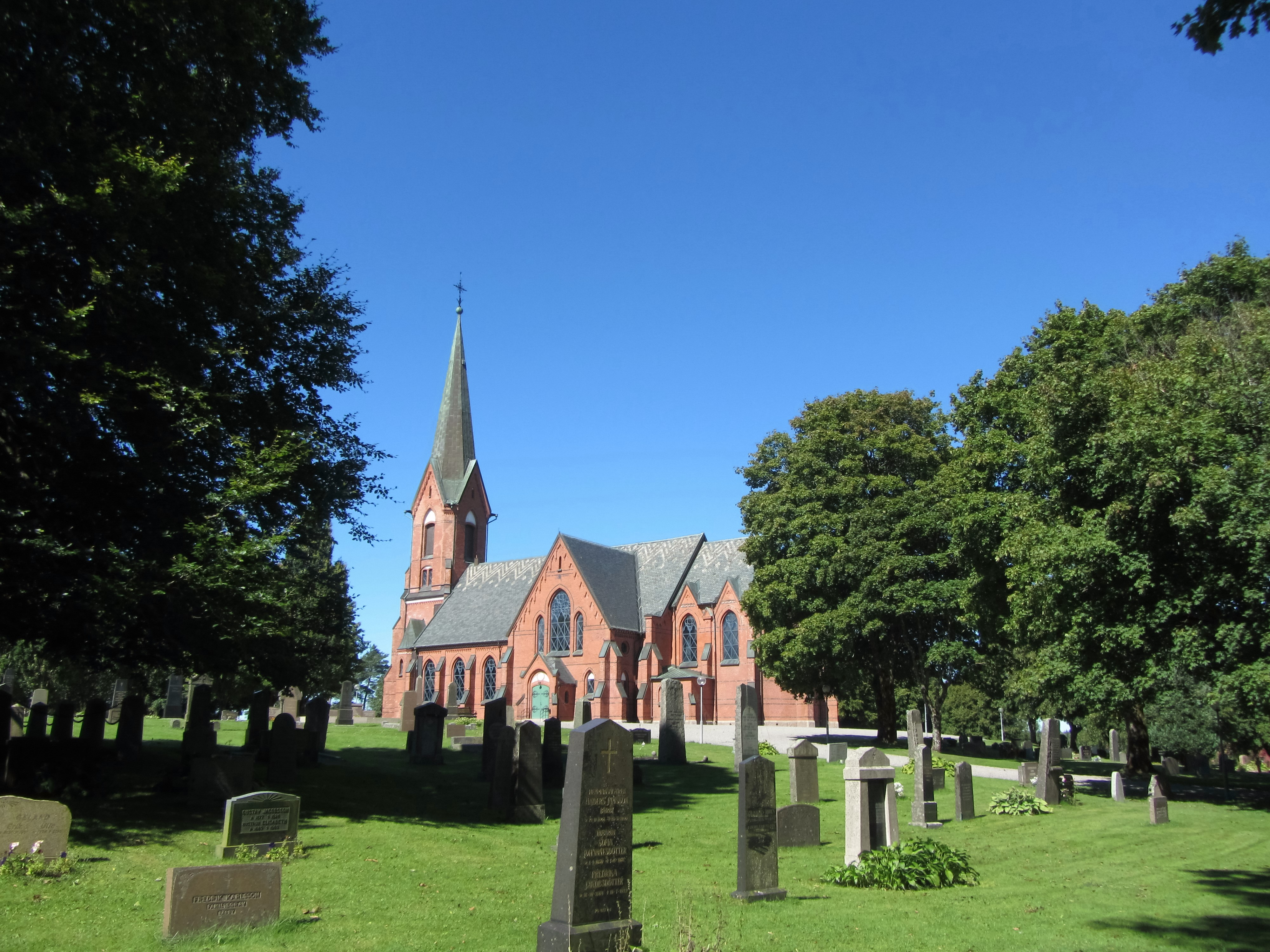
Högsäters kyrka
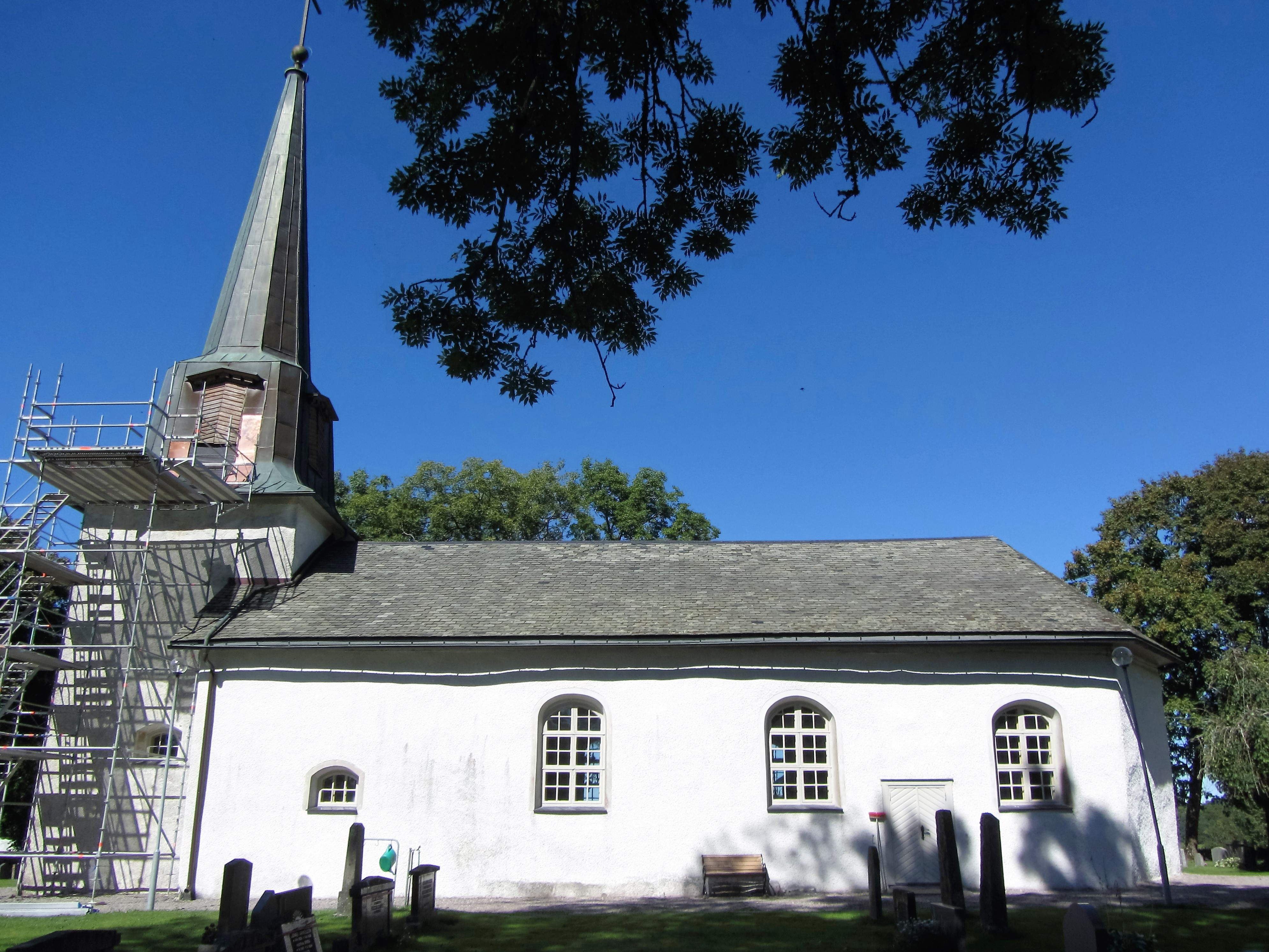
Järbo kyrka
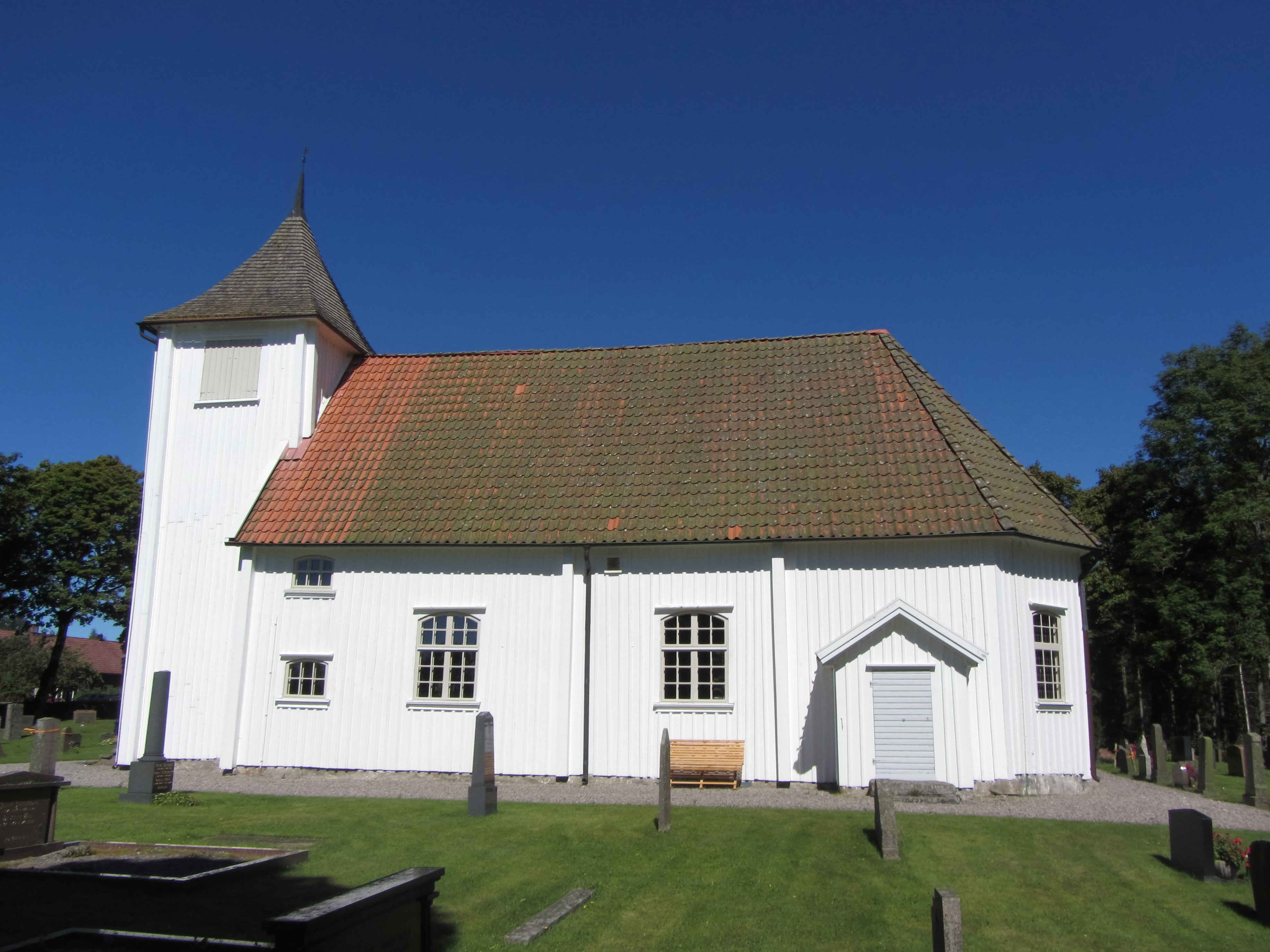
Råggärds kyrka
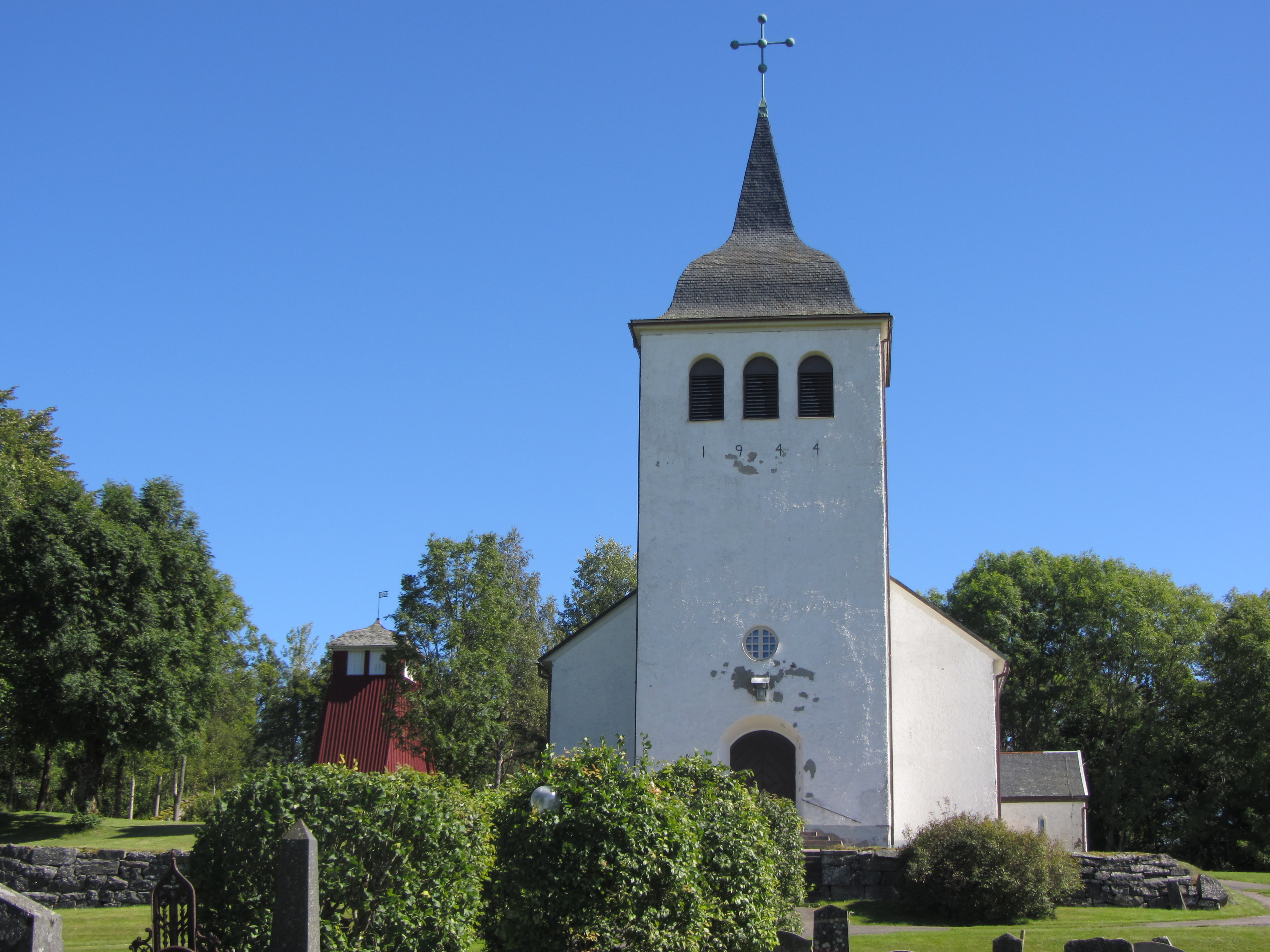
Rännelanda kyrka
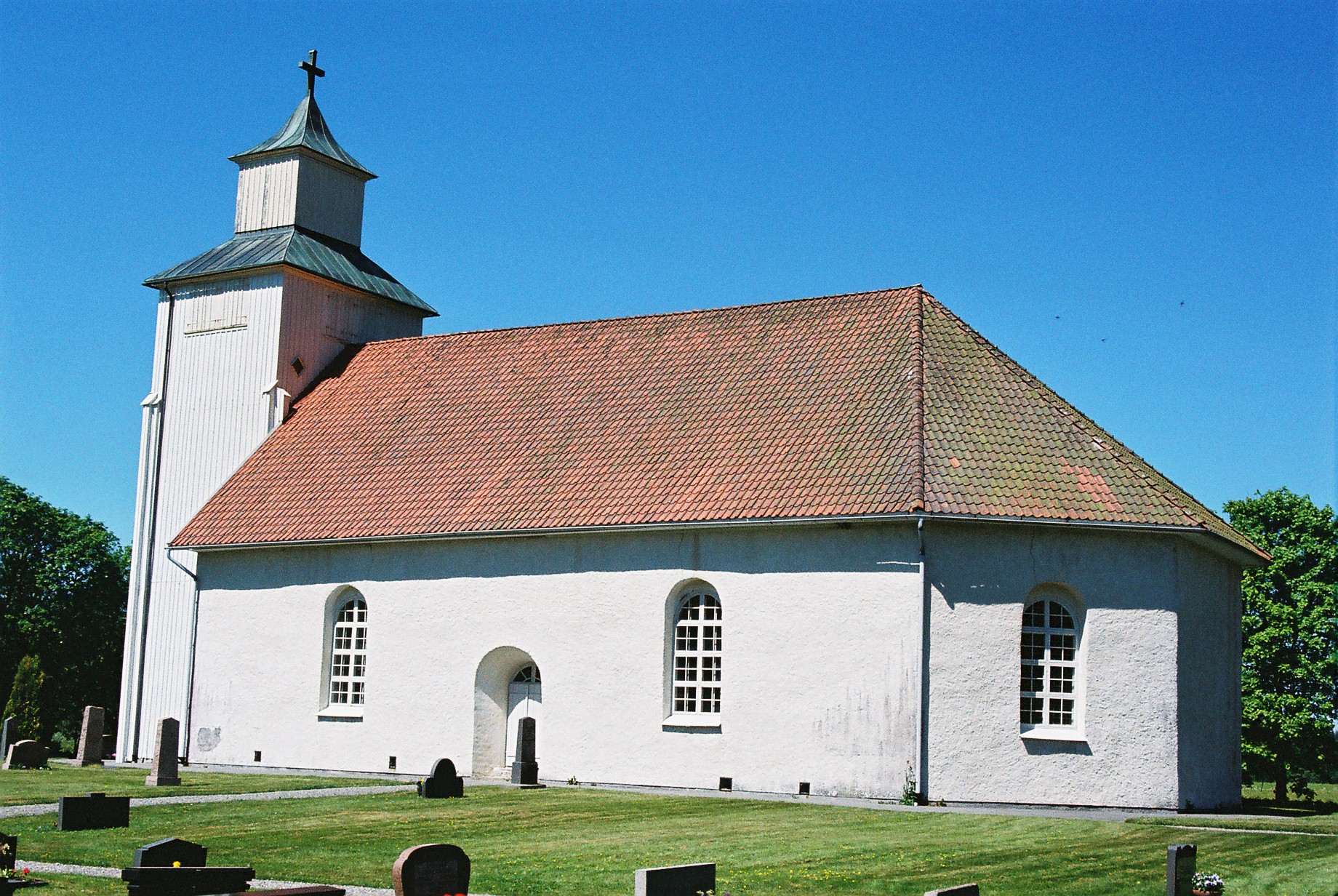
Lerdals kyrka
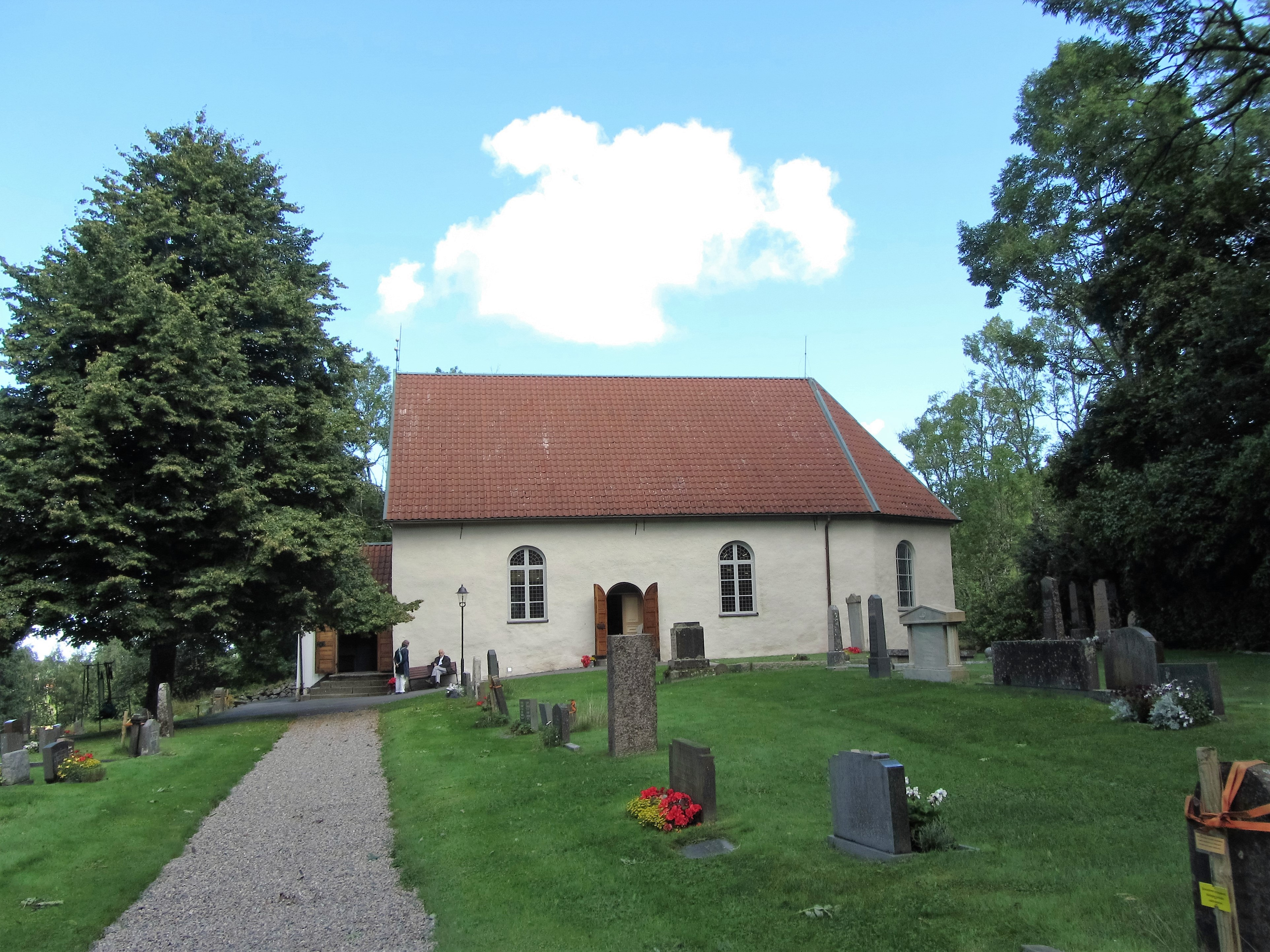
Torps kyrka
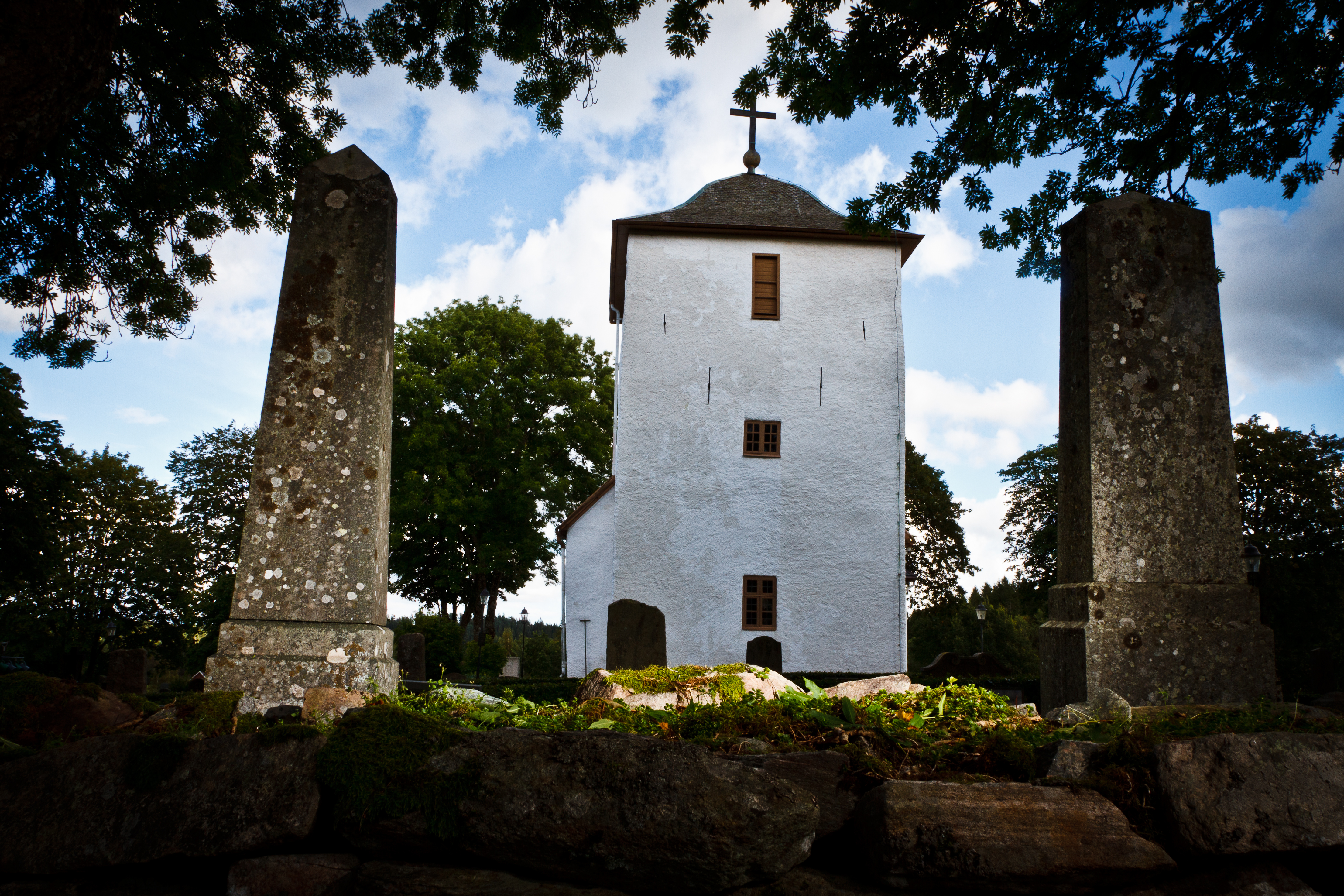
Ödeborgs kyrka.